# Rio 2
Rio 2 er en computeranimationsfilm fra 2014 af Blue Sky Studios, instrueret af Carlos Saldanha. Filmen er efterfølgeren til Rio fra 2011.

## Handling
Blu, Jewel og deres tre børn nyder begyndelsen af det nye år i Rio. Pludselig opdager de i nyhederne, at Linda og Tulio har opdaget en stamme af blå Araer i Amazonas, så de og deres venner beslutter sig for at tage ud og finde dem. Stammen viser sig at være Jewels længe forsvundne familie, og mens Blu forsøger at passe ind, plages han af frygten for at miste sin del af familien til naturen.

## Medvirkende
| Rolle    | Engelsk           | Dansk                      |
| -------- | ----------------- | -------------------------- |
| Blu      | Jesse Eisenberg   | Andreas Bo Pedersen        |
| Jewel    | Anne Hathaway     | Johanne Louise Schmidt     |
| Nigel    | Jemaine Clement   | Chresten Speggers-Simonsen |
| Gabi     | Kristin Chenoweth | Louise Fribo               |
| Roberto  | Bruno Mars        | Burhan G                   |
| Rafael   | George Lopez      | Thomas Corneliussen        |
| Luiz     | Tracy Morgan      | Pilou Asbæk                |
| Linda    | Leslie Mann       | Regitze Glenthøj           |
| Tulio    | Rodrigo Santoro   | Casper Sloth               |
| Eduardo  | Andy García       | Lars Thiesgaard            |
| Nico     | Jamie Foxx        | Christian Fuhlendorff      |
| Carla    | Rachel Crow       | Natascha Jessen            |
| Bia      | Amandla Stenberg  | Anna Aunbirk               |
| Tiago    | Pierce Gagnon     | Laurids Skovgaard Andersen |
| Pedro    | will.i.am         | Rasmus Botoft              |
| Fernando | Jake T. Austin    | Nadim Mahmoud              |